# 派馬斯區
派馬斯區（西班牙語：Distrito de Paimas），是秘魯的一個區，位於該國西北部皮烏拉大區的阿亞瓦卡省，始建於1964年9月8日，面積319.7平方公里，海拔高度550米，2005年人口9,761，人口密度每平方公里31人。